# Kontryhel měkký
Kontryhel měkký (Alchemilla mollis) je druh rostlin patřící do čeledi růžovité (Rosaceae). Jedná se o vytrvalou rostlinu. Rostlina tvoří dřevnatý oddenek, z něhož na jaře obráží. Byliny vysoké 30 až 70 cm. Listy okrouhlé, 15 – 17 cm velké, po obou stranách měkce chlupaté. Listy jsou dlanitolaločné, okraj čepele ostře zoubkatý. Listy vyrůstají v přízemní růžici. Kvete v červnu až červenci. Zelanavě žluté květenství tvoří hrozen vrcholíků složených z drobných vijanů. Listy jsou typické schopností gutace - vylučuje přebytečnou vodu pletiv na okraji čepele listu. Semeno je nažka.

## Výskyt
Od jižní a střední Evropy po Kavkaz a Írán

## Použití
Kontryhel měkký lze použít v ČR jako okrasnou rostlinu. Jsou vhodné do skupin, jako podrost, jako zelený mulč. Dobře vypadá v kombinaci se zvonkem Campanula portenschlagiana a kakostem Geranium 'Philippe Vapelle'.

## Pěstování

### Nároky
Při pěstování v mírném pásmu (ČR) rostou na slunci i v polostínu. Vhodná je propustná, humózní až hlinitá půda přiměřeně zásobená vodou (spíše méně) a živinami. Snáší exhalace. Krátkodobě snese sucho. Obvykle netrpí škůdci.

### Rozmnožování
Rozmnožuje se snadno výsevem semen, nebo na jaře a na podzim dělením oddenků.

### Invazivita

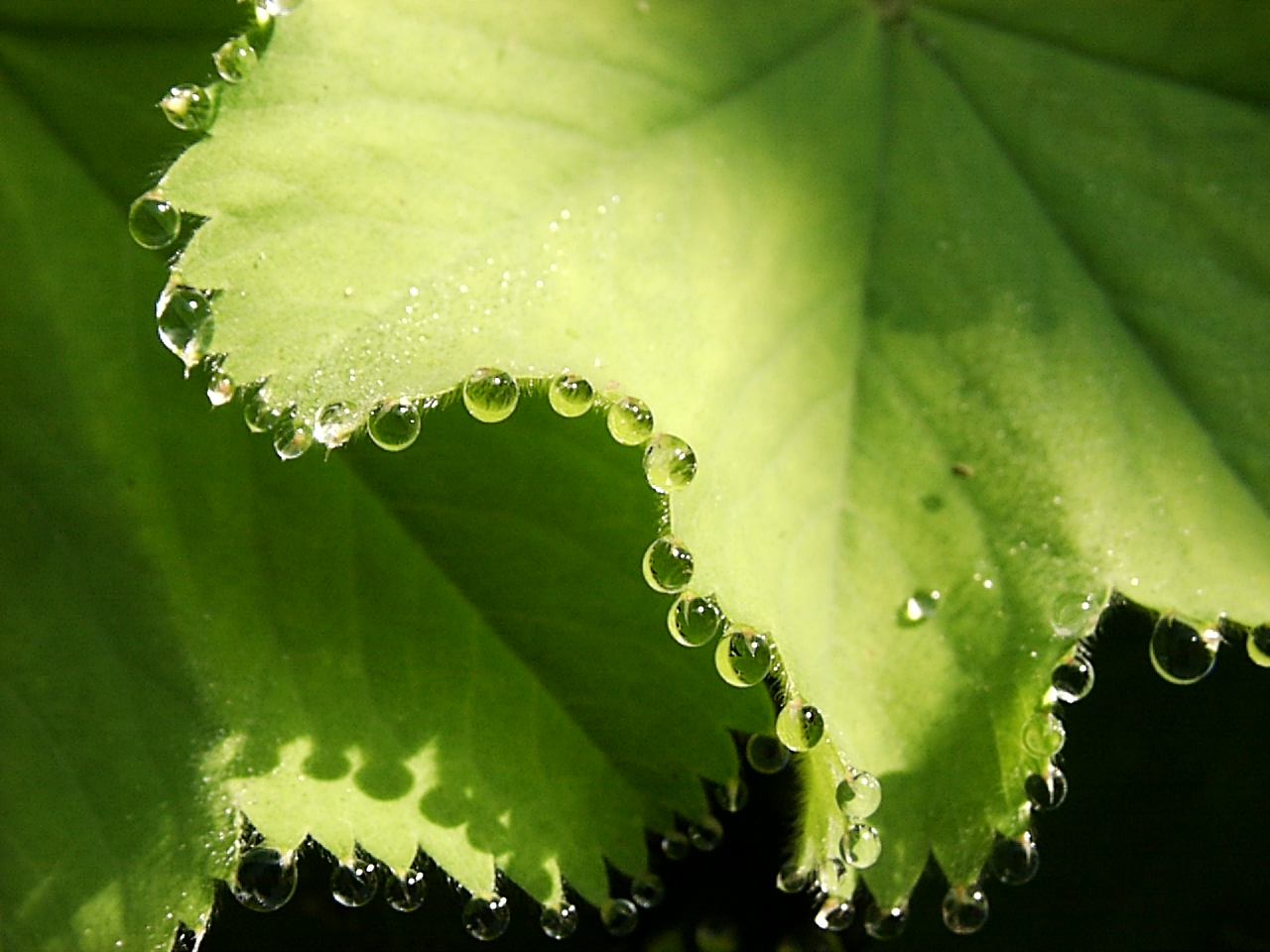
Gutace na listu kontryhelu.

Může zaplevelovat.